# Elisabetta Roffia
Elisabetta Roffia (* 19. April 1947) ist eine italienische Klassische Archäologin.

## Leben
Elisabetta Roffia studierte an der Università Cattolica und der Università degli Studi in Mailand. Ab 1976 arbeitete sie für die Sopraintendenza Archeologica per la Lombardia in Mailand, die sie von Januar 1983 bis Mai 1990 und noch einmal von Januar 2005 bis August 2006 als Soprintendente reggente leitete.

## Schriften (Auswahl)
- mit Ruggero Boschi: Sirmione (= Guide artistiche Electa). Electa, Mailand 1987
- I vetri antichi delle Civiche raccolte archeologiche di Milano. Comune di Milano, Settore cultura e spettacolo, Civiche raccolte archeologiche, Mailand 1993.
- mit Giuliana Cavalieri Manasse (Hrsg.): Splendida Civitas Nostra. Miscellanea di studi archeologici in onore di Antonio Frova. Edizioni Quasar, Rom 1995.
- mit Giuliana Cavalieri Manasse, Silvia Lusuardi Siena (Hrsg.): Antonio Frova. Archeologo e maestro. Atti della giornata in ricordo di Antonio Frova. Milano, 25. maggio 2009 (= Centro Studi Lunensi. Quaderni. Nova Seria Band 9). Centro Studi Lunensi, Luni 2013.
- (Hrsg.): Sirmione in età antica il territorio del Comunedalla preistoria al medioevo. Electa, Mailand 2018, ISBN 978-88-86752-65-7.